# Siesta Shores
Siesta Shores es un lugar designado por el censo ubicado en el condado de Zapata en el estado estadounidense de Texas. En el Censo de 2010 tenía una población de 1382 habitantes y una densidad poblacional de 337,29 personas por km².

## Geografía
Siesta Shores se encuentra ubicado en las coordenadas 26°51′1″N 99°15′21″O / 26.85028, -99.25583. Según la Oficina del Censo de los Estados Unidos, Siesta Shores tiene una superficie total de 4.1 km², de la cual 1.9 km² corresponden a tierra firme y (53.6%) 2.2 km² es agua.

## Demografía
Según el censo de 2010, había 1382 personas residiendo en Siesta Shores. La densidad de población era de 337,29 hab./km². De los 1382 habitantes, Siesta Shores estaba compuesto por el 95.44% blancos, el 0.14% eran afroamericanos, el 1.16% eran amerindios, el 0.14% eran asiáticos, el 0% eran isleños del Pacífico, el 2.82% eran de otras razas y el 0.29% pertenecían a dos o más razas. Del total de la población el 93.56% eran hispanos o latinos de cualquier raza.